# Горшки (Псковская область)
Горшки — деревня в Островском районе Псковской области. Входит в состав Воронцовской волости.
Расположена в 25 км к востоку от города Остров и в 1 км к югу от волостного центра, села Воронцово.
Численность населения деревни по состоянию на 2000 год составляет 4 жителя.